# Ocyusa californica
Ocyusa californica är en skalbaggsart som beskrevs av Max Bernhauer 1906. Ocyusa californica ingår i släktet Ocyusa och familjen kortvingar. Inga underarter finns listade i Catalogue of Life.